# Here Comes the Sun
«Here Comes the Sun» (с англ. "А вот и солнце") — песня Джорджа Харрисона с альбома The Beatles 1969 года Abbey Road. Одна из самых известных песен Харрисона, записанная в составе The Beatles.

## Создание
1969 год был очень трудным для Харрисона: на короткое время он ушёл из The Beatles, перенёс операцию по удалению гланд, его арестовывали за хранение наркотиков. Написать «Here Comes the Sun» ему удалось лишь после того, как он смог на время отойти от этих проблем. В «Антологии The Beatles» Харрисон представил историю создания песни так:
«Here Comes the Sun» была написана в период, когда Apple стал подобен школе, в которую мы должны были приходить и стараться быть бизнесменами: «подпиши это» да «подпиши то». Кажется, что ``зима в Англии длится вечно, и когда приходит весна, ты её действительно заслужил``. В один прекрасный день я решил забыть про Apple и пошёл в гости к Эрику Клэптону. Более не встречаясь с этими никчёмными бухгалтерами, я испытал огромное облегчение. Прогуливаясь по саду с одной из акустических гитар Эрика Клэптона в руках, я написал «Here Comes the Sun».
Джон Леннон не принял участие в записи песни, так как в это время лечился от травм, полученных в автомобильной аварии.

## Участники записи
- Джордж Харрисон — вокал, бэк-вокал, акустическая электрогитара, синтезатор Муга
- Пол Маккартни — бэк-вокал, бас-гитара
- Ринго Старр — ударные

## Факты
- Кавер-версии на песню «Here Comes the Sun» записали такие группы и исполнители, как Нина Симон, Билл Ласвелл, Nick Cave and the Bad Seeds, Belle & Sebastian, Томми Эммануэль, Groove Armada, Bon Jovi, Ghost и Шерил Кроу.
- Астроном Карл Саган предложил поместить копию песни на Золотую пластинку «Вояджера». Участники The Beatles одобрили идею, однако лейбл EMI отказался предоставить НАСА авторские права, и песня на пластинке так и не появилась.
- Во время посещения студии Abbey Road Джорж Мартин, его сын Джайлз и сын Джорджа Харрисона Дхани прослушивали ленты с записью песни и наткнулись на гитарное соло, удалённое из микса[3].
- Версия песни 2009 года, подвергнутая ремастерингу, стала самой прослушиваемой песней группы на стриминговом сервисе Spotify с более чем 1,6 миллиардами прослушиваний, что практически в 2 раза больше, чем на сингле, занимающем вторую позицию — Let It Be с одноимённого альбома.